# BTRC
BTRC (belarusiska: Нацыянальная дзяржаўная тэлерадыёкампанія Рэспублікі Беларусь, ryska: Национальная государственная телерадиокомпания Республики Беларусь) är en TV- och radiokanal i Belarus. Programmen på kanalen sänds på belarusiska och ryska.
Den 1 januari 1993 blev kanalen medlem i Europeiska radio- och TV-unionen under namnet Belaruskaja Tele-Radio Campanija (BTRC).